# Canal iónico

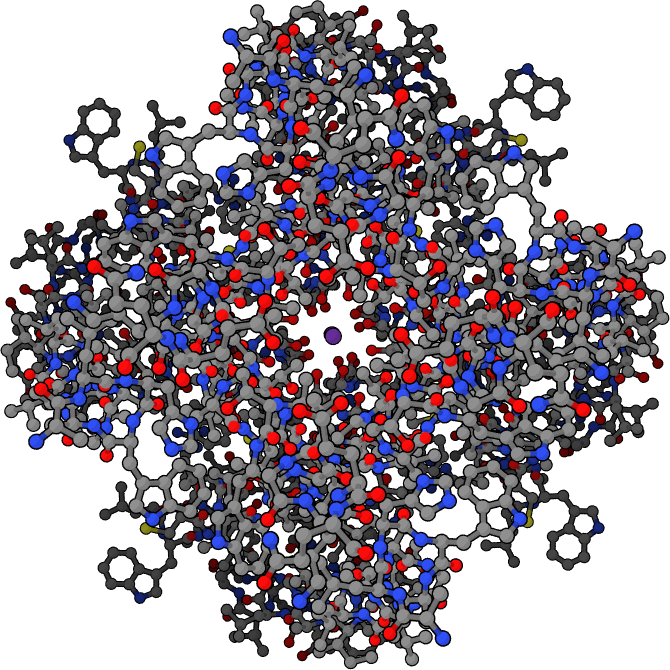
Vista de topo de um canal de potássio

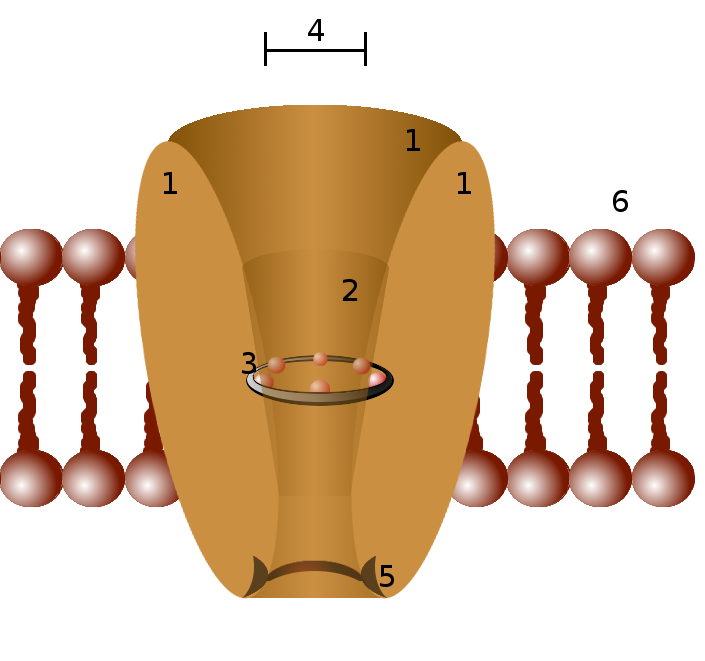
Diagrama esquemático de um canal iónico:
1 - domínio proteico do canal (tipicamente quatro por canal)
2 - vestíbulo exterior
3 - filtro de selectividade
4 - diâmetro do filtro de selectividade
5 - situs de fosforilação
6 - membrana celular.

Canais iónicos são proteínas de membrana que formam poros aquosos através da bicamada lipídica, pelos quais passam os iões entre o meio extracelular e intracelular. Ajudam a estabelecer e controlar  a diferença de potencial elétrico (gradiente de voltagem) através da membrana da célula, permitindo o fluxo de iões pelo seu gradiente eletroquímico. Estão presentes nas membranas celulares.

## Classificação
Podem ser classificados em:
- voltagem dependentes
- dependentes da ligação a determinadas moléculas proteicas
- relacionados com segundos mensageiros que atuam dentro da célula

ou, consoante o ião que passa:
- canais de sódio, de potássio, de cálcio, cloro, protões

e ainda em
- canais de duplo poro
- canais TRP (do inglês Transient receptor potential)[1]